# Кинези у Србији
Кинези у Србији су грађани Србије који се декларишу као Кинези.
Према попису становништва у Србији 2011. године број Кинеза који живе у Србији је 1.373. Заједница живи углавном у Београду. Већина Кинеза који живе у Србији су пореклом из провинција јужно од регије Шангај. Већина Кинеза нема српско држављанство.

## Историја
Први Кинез у Србији и Београду био Канг Јувеј, велики реформатор који је у Србији дошао возом из Будимпеште 1908. године, када је као царски саветник, због тешких прилика у Кини био приморан да је напусти бегом у иностранство..
Кинеска имиграција у Србију је подстакнута након што су бивши југословенски председник Слободан Милошевић и његова супруга Мира Марковић посетили Кину 1997. године. У августу 1998. године у Србији је било 30 држављана Кине. Првих година, кинески држављани су своју децу слали у школу у Кину, а данас доста њих поседује држављанство Србије и школовање им је омогућено у Србији.
Поред Београда, у другом највећем српском граду Новом Саду постоји бројна кинеска заједница, где се као и у Београду налази кинески трговачки центар, као и многе кинеске продавнице и ресторани. Само 223 Кинеза има радне дозволе, што значи да 4.000-5.000 кинеских радника из Београда профитира на црном тржишту.